# Auguste François Marie Glaziou
Auguste François Marie Glaziou (Lannion, Bretanha, 30 de agosto de 1828 — Bordeaux, 30 de março 1906) foi engenheiro civil e botânico formado pelo Museu de História Natural de Paris, tendo aprofundando seus estudos em agricultura e horticultura com a orientação de renomados professores: Adolphe-Théodore Brongniart e Joseph Decaisne. Filho de um jardineiro, agricultor e horticultor, François aprendeu a trabalhar com jardinagem e se aperfeiçoou na profissão do pai.
Glaziou chegou ao Brasil - mais especificamente no Rio de Janeiro - em 1858 em busca de novas oportunidades. Foi nesse momento que o botânico adiciona o prenome Auguste, em uma possível homenagem ao botânico Auguste Saint-Hilaire, grande pesquisador da flora brasileira.
O paisagista foi o responsável por desenvolver diversos projetos na Corte, como as reformas do Passeio Público, da Quinta da Boa Vista e do Campo de Santana. O trabalho de Glaziou, no entanto, não se resumiu apenas aos espaços públicos. Famoso por seu trabalho, o paisagista também foi convidado a realizar seu trabalhos em casa de grandes personalidades, como o Barão de Nova Friburgo e o Barão de Mauá, no Rio de Janeiro, e de Tavares Guerra, em Petrópolis.
Além de transformar a paisagem do Rio de Janeiro e - por consequência -  do Brasil, o arborista garantiu a presença de plantas brasileiras e advindas de todo o mundo em praças e ruas do país, sendo o responsável pela descoberta de diversas espécies, como a Glaziovia Bauhinioides, da família das bignoniáceas, descrita na Flora Brasiliensis, e a Manihot glaziovii, a árvore da mandioca.
Ao longo de sua estadia no Brasil, Glaziou realizou expedições no Rio de Janeiro, Minas Gerais, Espírito Santo, São Paulo e Goiás. Além da descoberta de novas espécies e da transformação dos espaços públicos, o botânico também integrou a Comissão Exploradora do Planalto Central do Brasil (1861-1895), expedição que avaliou a localização de uma nova capital no Brasil central, hoje Brasília.

## Biografia

### Nascimento e Infância
François Marie Glaziou nasceu na Bretanha, região oeste da França, no dia 30 de agosto de 1828. Inicialmente, consta na certidão de nascimento que François foi registrado por sua mãe, Marie Joseph Grosvalet, como "filho natural de pai desconhecido". No entanto, anos depois, foi adicionado ao seu registro que em 4 de fevereiro de 1831 sua mãe se casou com Yves Glaziou homem que o reconheceu como filho legítimo. Não se tem nenhum registro sobre a mudança do sobrenome de Glaziou. Durante a adolescência, Glaziou vivenciou conflitos com seu pai e acabou deixando a casa de sua mãe para viajar por algumas regiões francesas, trabalhando em cidades como Angres, Nantes e Bordeaux.

### Formação
François Glaziou desenvolveu sua profissão estudando no Museu de História Natural de Paris na companhia de Adolphe-Théodore Brongniart e Joseph Decaisne, e em Bordeoux, na companhia de Durieu de Maisonneuve.

### Casamento e Família
Ao longo dos anos que viveu em Bordeoux, Glaziou conheceu sua esposa Marie Chemineau, uma costureira que morava em sua vizinhança. Eles se casaram em 1856 e em 1857 tiveram sua primeira filha, Simard. Apoiado por sua esposa, o amor de Glaziou pela botânica fez com que ele se mudasse para o Brasil com a família.

### Viagem ao Brasil
Auguste François Marie Glaziou chegou ao Brasil em 1858. Imigrantes e com poucos pertences, Glaziou e sua família passaram por dificuldades, o que fez com o que o botânico chegasse a trabalhar até mesmo como amolador de facas. Foi com o padre de um convento que Glaziou aprendeu, entre outras coisas, a falar português e latim. De acordo com historiadores, foi por acaso que o paisagista conheceu Francisco José Fialho, um homem rico e dono de muitas terras, que havia acabado de ser encarregado a realizar as obras no jardim público da capital, o Passeio Público. Há quem diga que essa amizade foi o principal fator que favoreceu a vinda de Glaziou para o Brasil, fazendo com que seu trabalho ganhasse destaque e aproximando o botânico do imperador Dom Pedro II. No entanto, outros pesquisadores acreditam que Glaziou tenha vindo ao Brasil a convite de Dom Pedro II, já com a certeza de que realizaria diversos trabalhos na arquitetura paisagística do país.

## Acontecimentos Marcantes

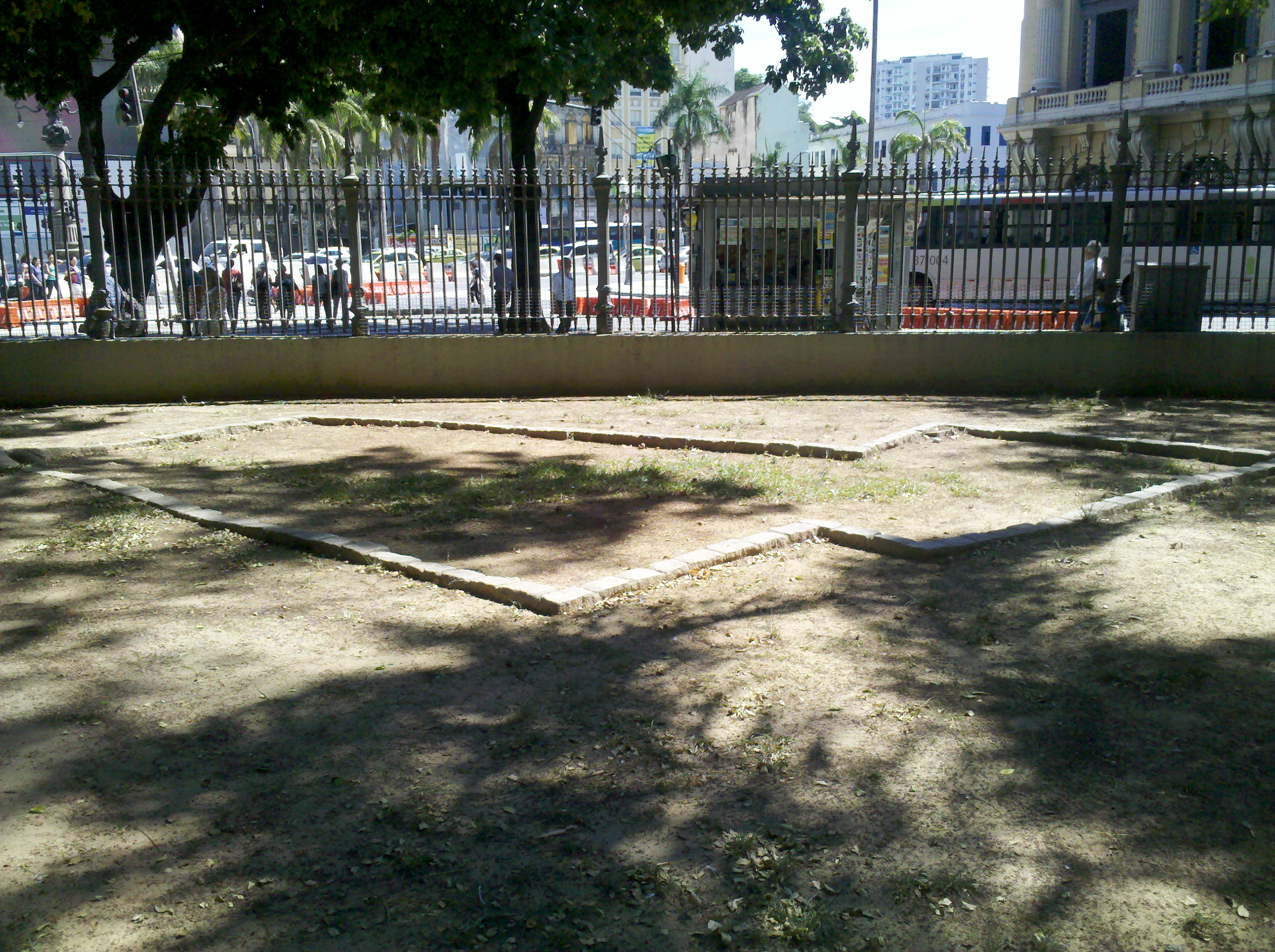
Rio de Janeiro - Área demarcada no Passeio Público, onde se localizava o chalé onde morou Auguste Glaziou durante a reforma do parque. Foto: Marcos Faria

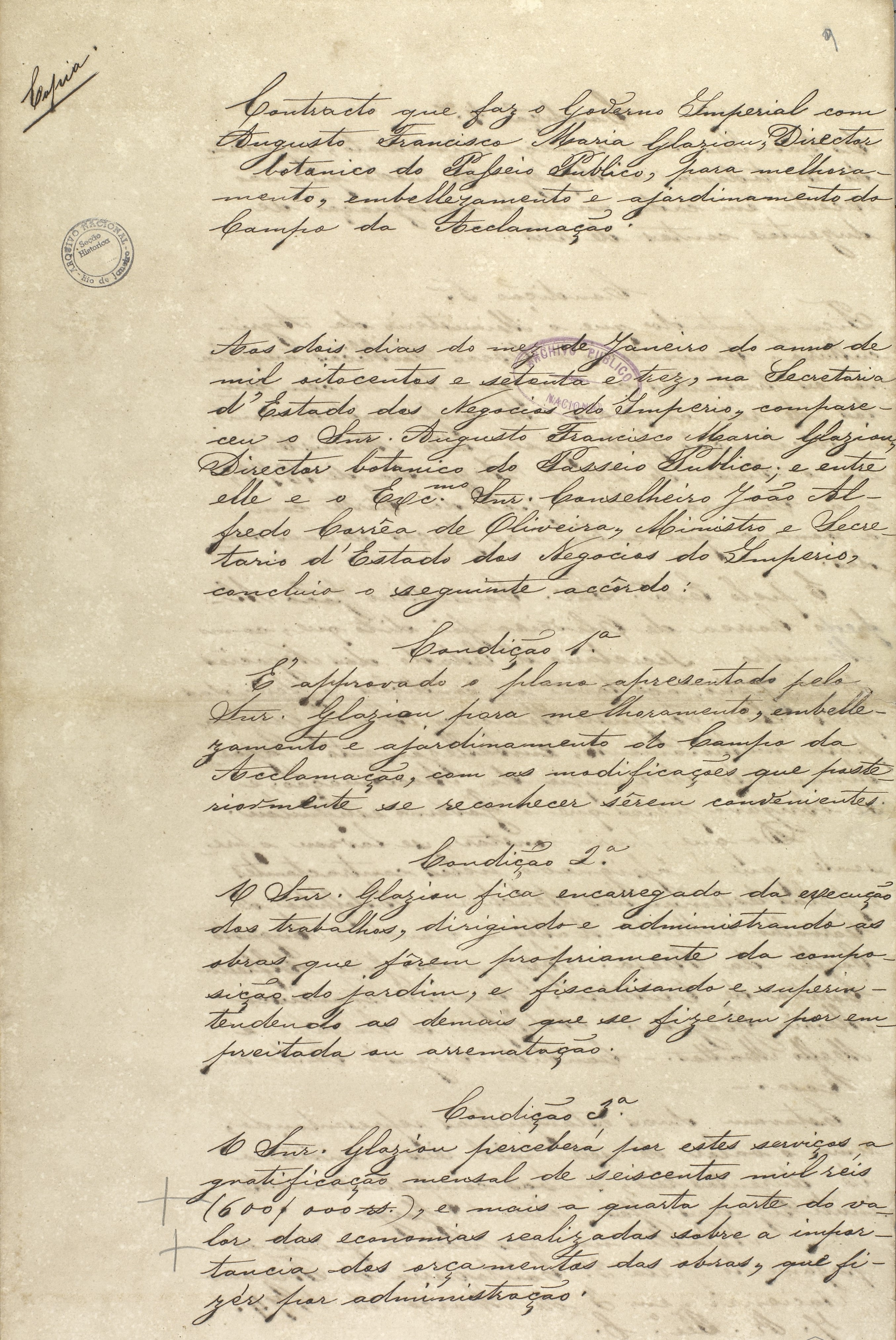
Contrato que faz o Governo Imperial com Augusto Glaziou, 1874. Arquivo Nacional.

Auguste Glaziou foi escolhido como o profissional responsável pela reformulação do Passeio Público, um parque localizado no bairro da Lapa e um dos primeiros espaços livres públicos com vegetação do Brasil destinado ao convívio social da população, em 1860. Embora Glaziou tenha conservado muitas das características originais do parque, aleias curvas e sinuosas, pontes e lagos foram adicionados à paisagem, detalhes presentes no estilo inglês e no paisagismo romântico, trazendo a ideia de um bosque muito próximo ao natural.
Com a conclusão da reforma do Passeio Público, Glaziou assumiu o cargo de diretor botânico do jardim, local onde moraria pelos próximos 27 anos. É com a entrega dessa obra que Glaziou adquire a confiança do Imperador Pedro II e inicia um período com diversas obras paisagísticas no Rio de Janeiro durante o século 19.
Em 26 de janeiro de 1869, após ter estabelecido algumas condições pela implantação do projeto de ordenamento dos jardins da Quinta da Boa Vista, Glaziou foi nomeado Diretor ou Intendente dos parques e jardins particulares de Sua Majestade e recebeu o cargo de Diretor de Parques e Jardins da Casa Imperial.
A Quinta da Boa Vista é um parque municipal que fica localizado no Bairro Imperial de São Cristóvão, na Zona Norte do Rio de Janeiro. No parque está localizado o Palácio Imperial, um edifício enorme que serviu como residência da família real e do Imperador Dom Pedro I por muitos anos e, hoje, conhecido como Palácio de São Cristovão, fica o Museu Nacional de Arqueologia e Antropologia.
Em 1873, Auguste François-Marie Glaziou projetou o parque público do Campo de Santana, no qual mais de 55% das árvores plantadas eram figueiras, espécie cuja arquitetura única ficou marcada como a “assinatura” do paisagista francês.
Não se sabe ao certo quantos jardins foram projetados por Glaziou. No entanto, há uma divisão realizada por Terra (2000), que divide seu trabalho em três grupos: Jardins que são atribuídos a Glaziou segundo a opinião de alguns historiadores e também por artigos divulgados pela imprensa; Jardins que podem ser considerados projetos de Glaziou “com relativa segurança”, pois existe documentação que menciona sua autoria; e Jardins que com certeza são de sua autoria, devido à farta documentação existente.

### Jardins com produção atribuída a Glaziou devido à farta documentação
- Reforma do Passeio Público (1862);[2][13]
- Parque Centenário (1870), Barra Mansa, Rio de Janeiro;[14]
- Quinta da Boa Vista (1876);[2]
- Campo de Santana (1873).[11]

### Jardins com produção atribuída a Glaziou devido à menção em alguns documentos
- Palácio Imperial em Petrópolis, Rio de Janeiro;[15]
- Parque São Clemente, Nova Friburgo, Rio de Janeiro;[16]
- Praça Dom Pedro II (atual XV de Novembro), Rio de Janeiro;[17][18]
- Praça Getúlio Vargas,[19] Nova Friburgo;
- Praça Visconde do Rio Preto, Valença.[20]

### Jardins com produção atribuída a Glaziou segundo historiadores e artigos de imprensa
- Praça Tiradentes;[11]
- Largo de São Francisco;[21]
- Jardins do Palácio do Catete;[22][23]
- Parque da Aclimação, em São Paulo;[12]
- Parque Mariano Procópio, em Juiz de Fora, Minas Gerais;[24][25]
- Jardim da Casa da Ipiranga (também conhecida como Casa dos 7 Erros).

## Influência Estilística
- Paisagismo Romântico

O Paisagismo Romântico tem como característica fundamental a  técnica da utilização de materiais inertes imitando elementos naturais como pedras, troncos falsos, grutas e cascatas. Além disso, eles também são marcados por extensos gramados, pequenos bosques, caminhos em curvas suaves e arbustos ou árvores isoladas, ruas amplas e cômodas e em pequeno número, terrenos acidentados e possibilitando a visão de belas perspectivas, riachos rochas artificiais, quiosques e obras fabricadas.
No Brasil, Glaziou utilizou essa técnica na produção dos jardins da Quinta da Boa Vista com a intenção de recriar uma natureza idealizada para que a família real e seus convidados pudessem desfrutar de uma paisagem perfeita, seguindo o modelo dos jardins paisagísticos europeus do século XVIII e XIX. A gruta da Quinta da Boa Vista, por exemplo, é formada por pedras falsas e tem o seu exterior recoberto por vegetação, muitas vezes, cactos e agave, possuindo uma composição muito semelhante às das grutas naturais.
- Paisagem da Bretanha

A paisagem da Bretanha também é um fator importante para entender o design de Glaziou. A região onde o paisagista nasceu tem sua costa coberta de rochas de granito rosa, característica semelhante a paisagem ao redor da Baía de Guanabara. É possível que o botânico tenha usado sua experiência visual de sua cidade natal e a semelhança com o Brasil para desenvolver seus projetos.

## Últimos Anos
Glaziou se aposentou em 7 de maio de 1897 e deixou o Brasil, retornando para a França. Antes de partir, ele foi homenageado por seus amigos por meio de uma obra realizada por Auguste Petit, a pintura em óleo trazia um retrato do paisagista.
De volta à França, Glaziou decidiu estabelecer sua residência em Bordeaux, cidade na qual havia casado. Daquele momento em diante, ele se dedicou a organizar seu herbário - composto de 22 mil plantas - em sua casa no Estuário da Gironda, local valorizado pelo clima tropical.
Em 1903, Glaziou doou parte de seu herbário para o Jardim Botânico de Bordeaux e a outra parte para o Museu Nacional do Rio de Janeiro. Mais tarde, em 1905, Glaziou publicou no Boletim da Sociedade Botânica da França as memórias que tinha com relação às plantas do Brasil Central que ele havia coletado. E, em 30 de março de 1906, aos 77 anos, Auguste François Marie Glaziou faleceu e seu herbário foi doado ao Museu de História Natural da França por sua filha.

## Homenagens Póstumas
Em 2014, o projeto "Plantas do Brasil Central: resgate histórico e herbário virtual de Glaziou" foi desenvolvido com o objetivo de disponibilizar à população imagens e informações sobre as espécies coletados por Glaziou ao longo de suas expedições no Rio de Janeiro, Minas Gerais, Espírito Santo, São Paulo e Goiás. Além de trazer informações sobre sua vinda ao Brasil e sobre o trabalho que realizou nos jardins brasileiros.
Em 2015, o Museu Nacional do Rio de Janeiro inaugurou uma exposição temporária nomeada Plantas do Brasil Central - Resgate histórico e herbário virtual de Auguste Glaziou. Promovido pelo Herbário e o Departamento de Botânica do Museu Nacional/UFRJ, o evento contou com a conferência “Auguste Glaziou e os jardins na segunda metade do século XIX” do Prof. Carlos Terra, diretor da Escola de Belas Artes (EBA/UFRJ) e o lançamento de um herbário Virtual de Auguste Glaziou, disponível no site http://glaziou.cria.org.br.

## Análise
Auguste François Marie Glaziou foi um paisagista muito influente em sua época, sendo responsável pela transformação da paisagem brasileira e pelo desenvolvimento da botânica. Por meio de seu trabalho, diversos espaços públicos foram desenvolvidos para o convívio e lazer da população, fatores que são importantes até os dias atuais.